# Wielkie aktorki (seria monet)
Wielkie aktorki – seria monet kolekcjonerskich emitowanych przez Narodowy Bank Polski zainaugurowana 11 czerwca 2019 r. monetą upamiętniającą Helenę Modrzejewską. Jest to pierwsza seria monet NBP w całości poświęcona kobietom. Seria jest wynikiem współpracy nawiązanej pomiędzy NBP a Teatrem im. Juliusza Słowackiego w Krakowie z okazji 125-lecia istnienia Teatru. Konsultantką merytoryczną serii jest Diana Poskuta-Włodek.

## Charakterystyka serii
Wszystkie monety z serii mają nominał 20 złotych, są wybijane stemplem lustrzanym ze srebra próby 925, ważą 28,28 gramów i mają kształt prostokąta.

## Lista monet w serii
| Lp | Moneta              | Nominał    | Stop   | Wymiary (mm)  | Masa (g) | Cechy szczególne                              | Data emisji          | Nakład | Projekt                   | Wizerunek monety |
| -- | ------------------- | ---------- | ------ | ------------- | -------- | --------------------------------------------- | -------------------- | ------ | ------------------------- | ---------------- |
| 1  | Helena Modrzejewska | 20 złotych | Ag 925 | 40,00 x 28,00 | 28,28    | Wstawka porcelanowa na rewersie               | 11 czerwca 2019      | 16 000 | Anna Wątróbska-Wdowiarska | awers rewers     |
| 2  | Antonina Hoffmann   | 20 złotych | Ag 925 | 40,00 x 28,00 | 28,28    | Rewers selektywnie platerowany różowym złotem | 27 października 2020 | 13 000 | Urszula Walerzak          | awers rewers     |
| 3  | Gabriela Zapolska   | 20 złotych | Ag 925 | 40,00 x 28,00 | 28,28    | Druk UV na rewersie                           | 14 października 2021 | 10 000 | Dominika Karpińska-Kopiec | awers rewers     |